# Exército Imperial Brasileiro
O Exército Imperial Brasileiro era a força terrestre do Império do Brasil. O Exército Brasileiro foi formado após a independência do país do Reino de Portugal em 1822 e reformado em 1889, após o golpe de estado republicano que criou a Primeira República Brasileira, inicialmente uma ditadura liderada pelo exército.

## Formação
O Exército Imperial foi criado na independência do Brasil em setembro de 1822. Sua origem remonta às tropas luso-brasileiras que permaneceram no Brasil sob o comando do príncipe Pedro I, regente do Reino do Brasil. Quando o príncipe proclamou a independência e se tornou o primeiro Imperador do Brasil, tropas leais à sua liderança formaram o Exército Imperial do Brasil recém-independente. O Exército era inicialmente composto de mercenários brasileiros, portugueses e estrangeiros. A maioria de seus comandantes eram mercenários e oficiais portugueses leais a Dom Pedro. Os defensores da independência brasileira ampliaram o Exército Brasileiro através do alistamento forçado de cidadãos, imigrantes estrangeiros, mercenários e escravos brasileiros.

## Comando

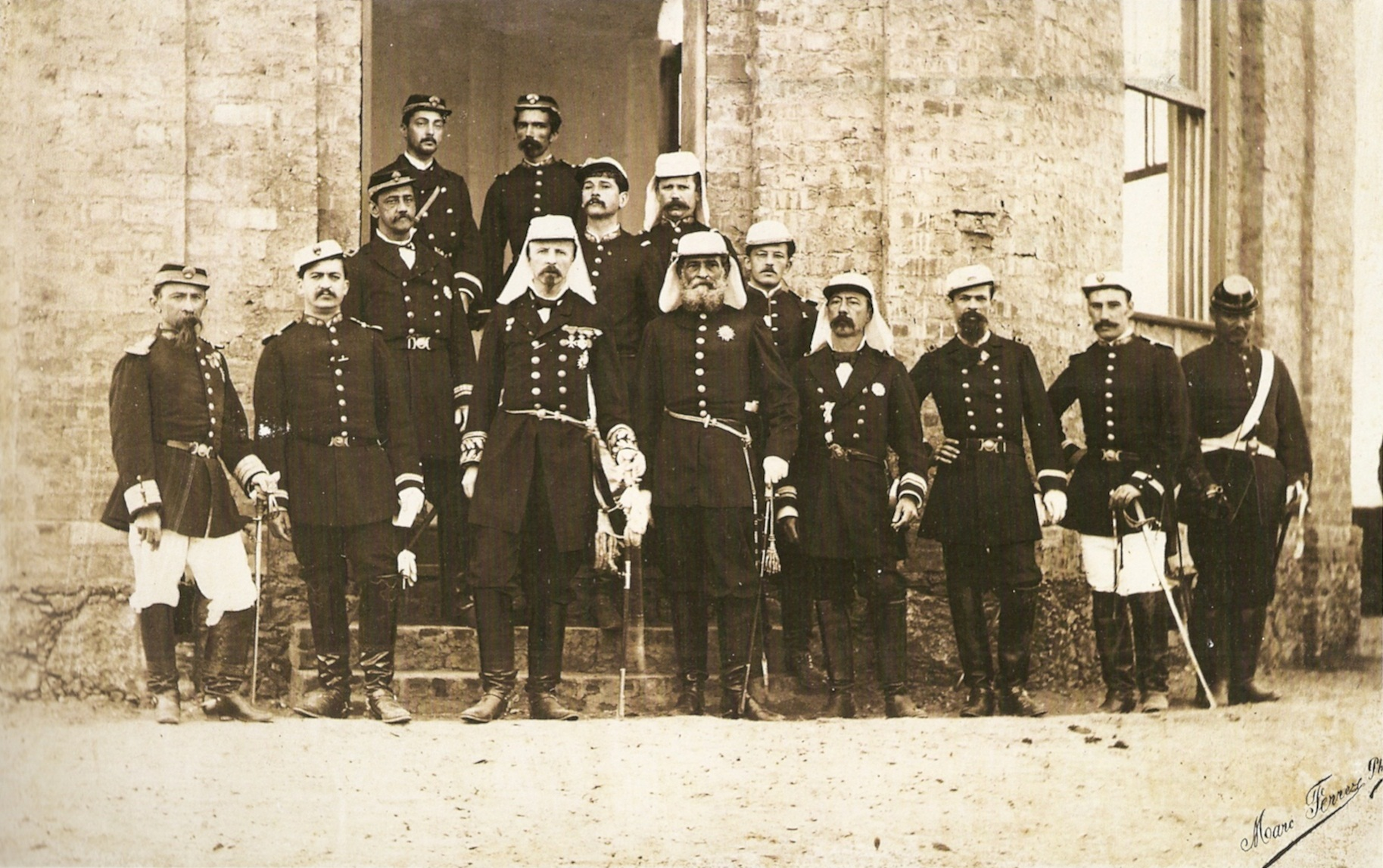
Em 1885, o alto comando do Exército Imperial Brasileiro incluía Gastão de Orléans, Conde d'Eu e Deodoro da Fonseca, 1º Presidente do Brasil.

Nos termos dos artigos 102 e 148 da Constituição, as Forças Armadas Brasileiras ficaram subordinadas ao Imperador como comandante em chefe. Ele era auxiliado pelos Ministros da Guerra e da Marinha em assuntos relativos ao Exército e à Marinha - embora o Primeiro Ministro geralmente exercesse a supervisão de ambos os ramos na prática. Os ministros da Guerra e da Marinha eram, com poucas exceções, civis. O modelo escolhido foi o sistema parlamentar britânico ou anglo-americano, no qual "as Forças Armadas do país observaram obediência irrestrita ao governo civil, mantendo distância das decisões políticas e decisões referentes à segurança das fronteiras".
Durante os 67 anos de existência da monarquia houve 76 ministros do exército.

## Estrutura
O exército nacional, ou exército imperial durante a monarquia, era dividido em dois ramos: a 1ª linha, que era o exército em si, e a 2ª Linha, formada pelas Milícias e Ordenanças herdadas dos tempos coloniais. As forças armadas eram organizadas em linhas semelhantes às forças armadas britânicas e estadunidenses da época, nas quais um pequeno exército permanente poderia aumentar rapidamente sua força durante emergências de uma força militar de reserva (no Brasil, a Guarda Nacional). Em 1824 o Exército da 1ª Linha incluía 24 mil homens, que eram disciplinados, treinados e equipados, bem como seus equivalentes europeus. No final da Guerra da Independência, as Forças Armadas Brasileiras já estavam bem organizadas e equipadas. Isto ocorreu principalmente porque o Imperador apoiava fortemente o Exército.

### Educação militar
| Ano     | Exército (1ª Linha) | Exército (2ª Linha) |
| ------- | ------------------- | ------------------- |
| 1824    | 24 000              | Desconhecido        |
| 1827    | 27 242              | 95 000              |
| 1832    | 6 000               | Desconhecido        |
| 1838    | 18 000              | Desconhecido        |
| 1841/42 | 13 000              | 16 000              |
| 1851    | 37 000              | Desconhecido        |
| 1864    | 18 000              | 440 000             |
| 1869    | 82 271              | Desconhecido        |
| 1875    | 17 000              | Desconhecido        |
| 1883    | 13 000              | Desconhecido        |
| 1889    | 14 300              | Desconhecido        |

O treinamento dos oficiais do exército e era concluído na Academia Militar Imperial, embora não fosse obrigatório para os oficiais estudarem lá para avançar na profissão. O soldados dos ramos de infantaria e cavalaria só precisavam estudar as disciplinas do 1º ano (aritmética, álgebra, geometria, trigonometria e desenho técnico) e 5º ano (tática, estratégia, acampamento, fortificação em campanha, reconhecimento de terrenos e química). Engenheiros e artilheiros eram obrigados a estudar o curso completo, o que tornou seus ramos os mais prestigiados.

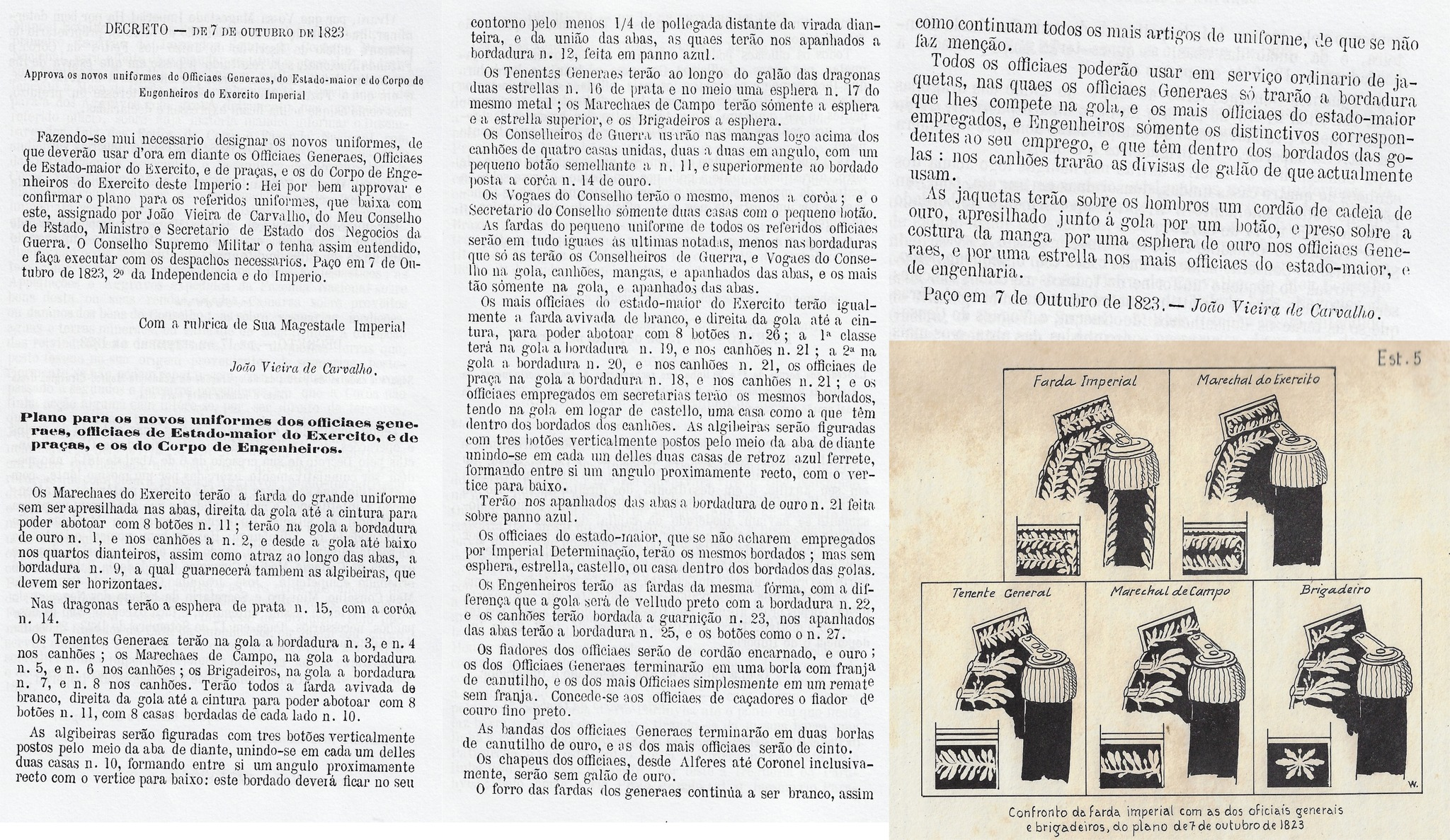
Documento de padronização dos uniformes em 1823

No entanto, se preferissem, os homens de infantaria e os cavaleiros podiam estudar as disciplinas do 2º ano (álgebra, geometria, geometria analítica, cálculo diferencial e integral, geometria descritiva e desenho técnico); 3º ano (mecânica, balística e desenho técnico); 4º ano (trigonometria esférica, física, astronomia, geodesia, geografia e desenho técnico); 6º ano (fortificação regular e irregular, atacar e defender fortalezas, arquitetura civil, estradas, portos, canais, mineralogia e desenho técnico); E 7º ano (artilharia, minas e história natural).
Em 1845 o Colégio Militar (originalmente conhecido como a Academia Militar) foi dividido em duas metades: a metade manteve o nome de "Colégio Militar" e a outra metade se tornou o Colégio Central. Uma nova reforma (Decreto nº 585), de 6 de setembro de 1850, melhorou consideravelmente a qualidade dos oficiais do Exército Imperial. A partir de então, a progressão na carreira militar de um soldado ocorreria através de tempo de serviço, mérito e currículo acadêmico, além de uma clara preferência pelo pessoal que completou o Colégio Militar sobre os que não o fizeram. Em 20 de setembro de 1851, o gabinete do Partido Conservador criou um ramo do Colégio Militar em Porto Alegre. O colégio de Porto Alegre ofereceu cursos de infantaria e cavalaria, incluindo disciplinas de 1º e 5º anos de estudo. A Guarda Nacional foi reorganizada no mesmo mês e subordinada diretamente ao Ministro da Justiça, em vez de aos Juízes de Paz localmente eleitos.
Em 1874 o Colégio Politécnico do Rio de Janeiro foi criado da Escola Militar. A nova faculdade centrou-se na oferta de cursos de engenharia civil. Para o ano fiscal 1873-74, o governo alocou aproximadamente 27 por cento do orçamento para o Exército e a Marinha.

## Guerras e rebeliões

### Guerra de Cisplatina
O Império declarou guerra contra as Províncias Unidas do Rio da Prata (atual Argentina) em 1825 porque essa nação estava ajudando a revolta secessionista da província brasileira da Cisplatina. As tropas secessionistas argentinas e cisplatinas usaram táticas de guerrilha que impediram o muito forte Exército Brasileiro (1ª Linha com 27 242 homens e 2ª Linha com 95 000) de dar um golpe esmagador contra seus inimigos. No final do conflito, mais de 8 mil brasileiros haviam morrido e a estima associada a uma carreira militar declinou. A retirada resultante levou à independência da Cisplatina, que se tornou o Uruguai, e foi a única guerra que o Brasil não venceu em sua história independente. No pós-guerra, os militares culparam o Imperador por não conseguir convencer o Parlamento a permitir mais ajuda financeira para comprar equipamentos, munições e provisões, enquanto os liberais, por outro lado, consideravam o monarca responsável pelos altos custos do conflito.

### Período regencial
A abdicação de Pedro I resultou na redução do tamanho do contingente do Exército. Os liberais estavam contra o Exército por razões ideológicas e econômicas. O objetivo deles era o de impedir qualquer possibilidade de retorno ao Brasil de Pedro I, por isso enfraqueceram uma das instituições mais ligadas ao ex-Imperador. Alguns batalhões foram dissolvidos, enquanto outros foram transferidos para províncias distantes. A maioria dos soldados foi descarregada; O alistamento foi suspenso e a promoção de qualquer oficial foi proibida.
Em 30 de agosto de 1831, a regência liberal reduziu o Exército para menos de 10 mil homens. As reduções posteriores deixaram apenas 6 mil soldados. Os batalhões formados por mercenários também foram dissolvidos.
Com a intenção de ajudar o Exército menor, o Governo criou a Guarda Nacional em 18 de agosto de 1831. A nova instituição substituiria as velhas milícias que se extinguiram. A Guarda não tinha tropas permanentes nem barracas para hospedar tropas. Em tempos de guerra, a Guarda Nacional era incorporada ao Exército da 1ª Linha e era, para todos os efeitos, uma força de reserva do Exército Imperial.
Os resultados da política liberal para com o Exército logo foram sentidos. O governo foi incapaz de combater as rebeliões que ocorreram no país durante a segunda metade da década de 1830. A eleição do conservador Pedro de Araújo Lima para o cargo de regente em 1837 mudou completamente a situação. O Partido Conservador restaurou o Exército, reorganizou e reequipou suas fileiras, e aumentou o seu tamanho para 18 000 homens. O Exército Imperial conseguiu várias vitórias sobre as revoltas provinciais, incluindo: Cabanagem, Sabinada, Guerra dos Farrapos, entre outros. No início da década de 1840, uma nova reorganização do Exército deu-lhe mais coesão e o tornou mais capaz.

### Questão do Prata
|  |  |  |
|  |  |  |

Em 1851 o Exército Imperial era composto por mais de 37 000 homens, dos quais 20 000 participaram da Guerra do Prata contra a Confederação Argentina, oposta aos interesses do Império Brasileiro. A guerra terminou em 1852 com a vitória brasileira na Batalha de Caseros, por algum tempo estabelecendo a hegemonia brasileira sobre a América do Sul. A guerra deu início a um período de estabilidade econômica e política no Império.

A Guerra do Uruguai (que foi seguida pela Guerra do Paraguai) revelou a total negligência submetida ao Exército Imperial após 1852. O Exército não tinha equipamento, munições, uniformes ou transporte suficientes. Com apenas 18 000 homens em 1864, foi necessário procurar forças de reserva para colaborar com o esforço de guerra. Em 1864 a matrícula da Guarda Nacional era composta por 440 000 homens. Apesar do número impressionante, o potencial militar da Guarda foi reduzido consideravelmente por sua falta de treinamento e equipamento e pela resistência da maioria dos membros da Guarda para a implantação no teatro de operações. A partir de então, a Guarda Nacional seria gradualmente posta de lado em favor do Exército. O corpo de Voluntários da Pátria foi criado em 7 de janeiro de 1865. O Corpo recebeu voluntários e recrutados brasileiros. A nomeação do Marquês de Caxias como comandante do Exército Imperial em meados de 1866 pôs fim à anarquia. Em 1865 18 000 homens foram desdobrados em território inimigo. Este número cresceu para 67 365 em 1866; 71 039 em 1867; E finalmente 82 271 em 1869.

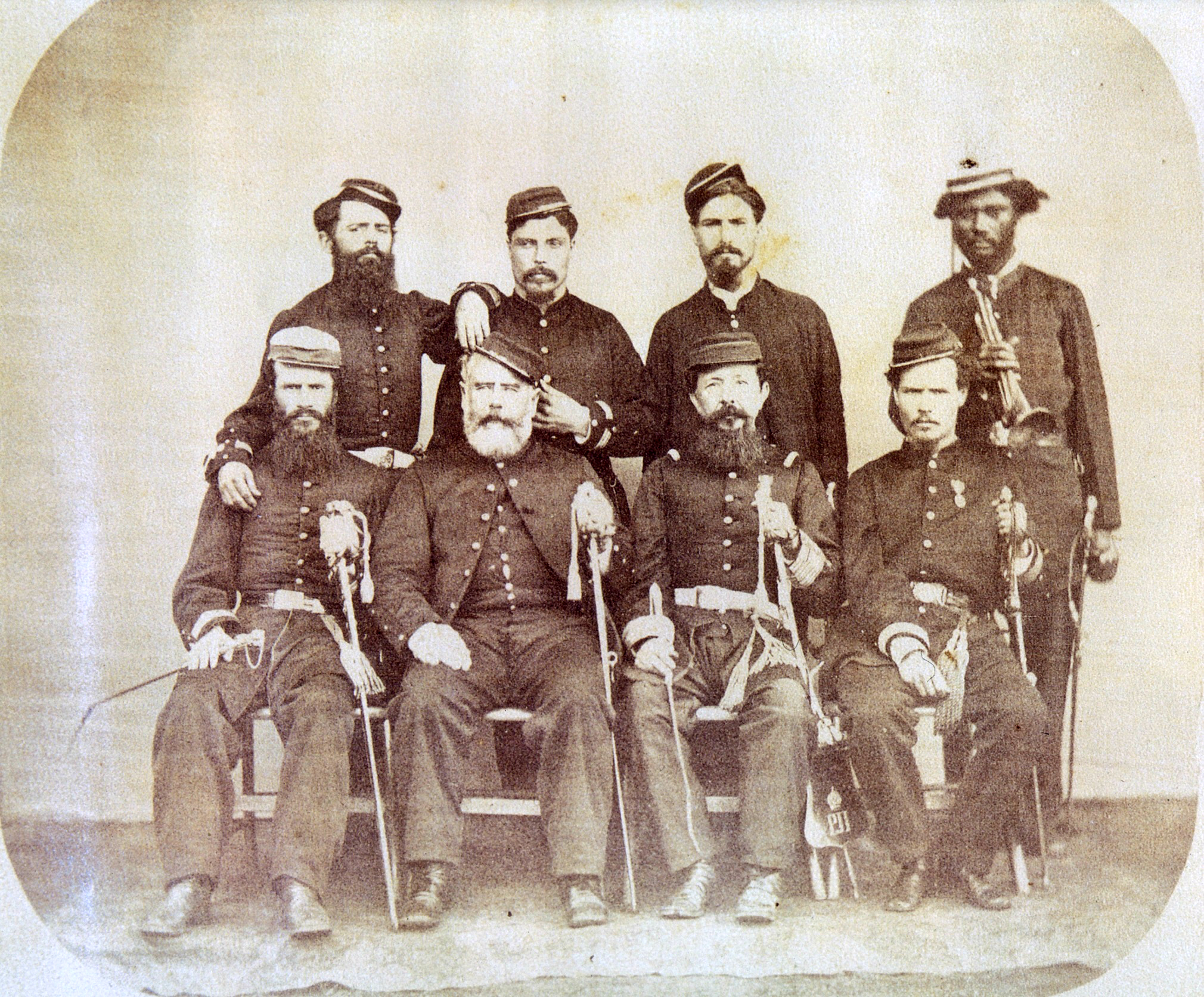
O coronel Joca Tavares (terceiro assento, da esquerda para a direita) e seus assistentes imediatos, entre os quais José Francisco Lacerda, mais conhecido como "Chico Diabo", responsável pela morte de Francisco Solano López na Guerra do Paraguai.

O Marquês de Caxias reorganizou as tropas que receberam uniformes, equipamentos e armas de igual qualidade que as do exército prussiano. O serviço de saúde das Forças Armadas era inferior aos cuidados de saúde da Guerra Civil Americana, mas era superior aos programas de saúde da Guerra da Crimeia. O conflito armado durou mais de cinco anos e custou a vida de 50 mil brasileiros. No entanto, o Império alcançou a vitória e manteve sua supremacia sobre o resto da América do Sul. O Exército Imperial mobilizou 154 996 homens para a guerra, divididos nas seguintes categorias: 10 025 militares que estavam no Uruguai em 1864; 2 047 na província de Mato Grosso; 55 985 Voluntários da Pátria; 60 009 Guardas Nacionais; 8 570 ex-escravos; e mais 18 mil guardas nacionais que permaneceram no Brasil para defender sua terra natal.

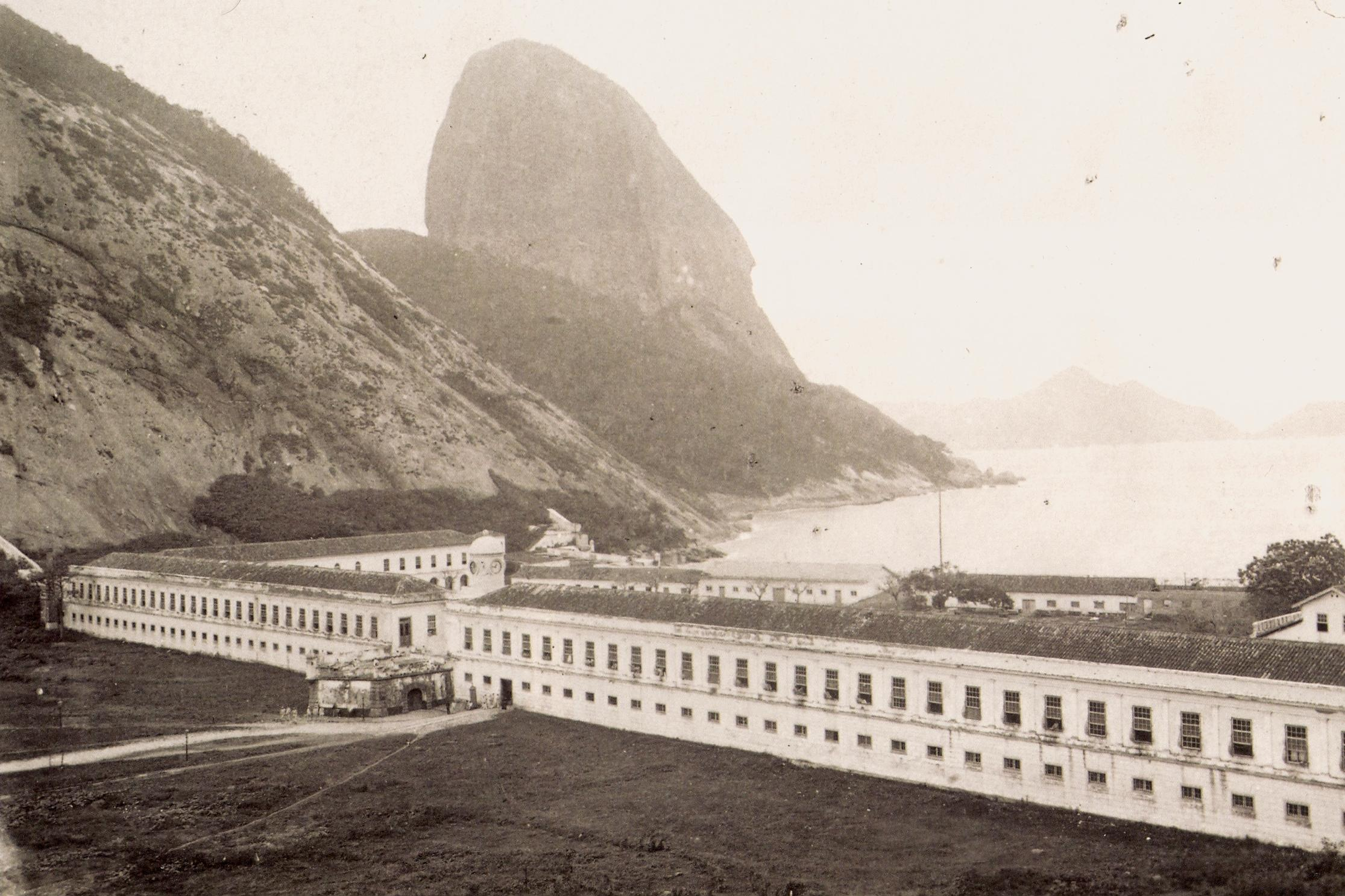
Colégio Militar do Rio de Janeiro (conhecido anteriormente como Imperial Academia Militar) em 1888.

## Golpe de estado republicano
Uma nova geração de militares turbulentos e indisciplinados começou a aparecer no início da década de 1880, porque os antigos oficiais monárquicos, como Duque de Caxias, Polidoro da Fonseca, Quintanilha Jordão, António de Sampaio, Manuel Marques de Sousa e Manuel Luís Osório estavam mortos. Em um Exército com apenas 13 000 homens, 7 526 foram enviados para a prisão em 1884 por mau comportamento. Os cadetes do Colégio Militar aprenderam sobre o positivismo e discutiram a política ignorando completamente as questões militares. Esses homens defendiam o estabelecimento de uma ditadura militar. Em 1882, oficiais militares do Exército assassinaram um jornalista à luz do dia quando criticou o comportamento do Exército. O assassinato ficou impune. Os republicanos estimularam este comportamento indisciplinado entre 1887 e 1888 alegando falta de atenção e consideração por parte do Governo em relação ao Exército.

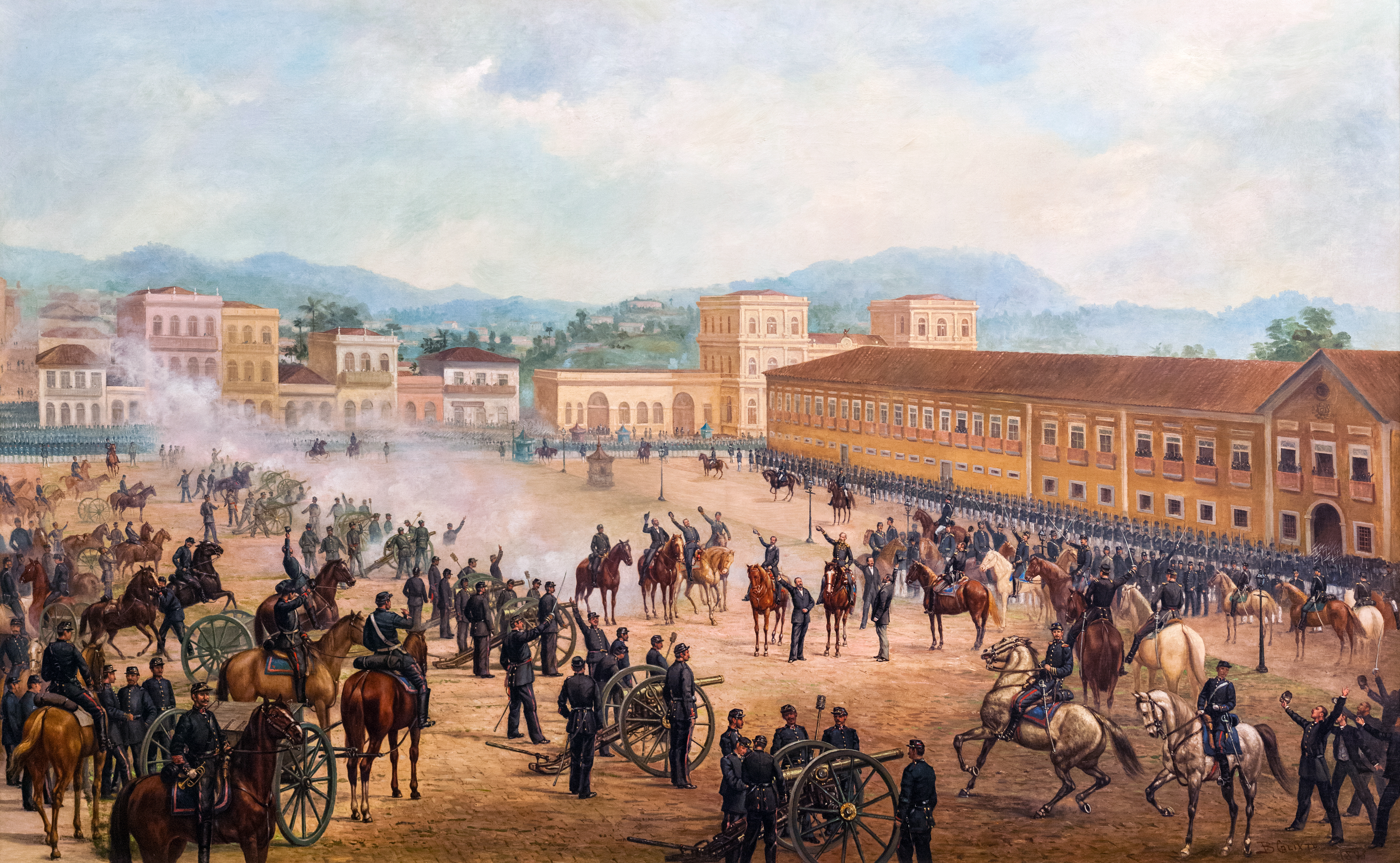
A Proclamação da República liderada pelo Exército, 15 de novembro de 1889

Em 15 de novembro de 1889, a monarquia foi derrubada por tropas do exército lideradas pelo marechal de campo Deodoro da Fonseca, que se tornou o líder da Primeira República Brasileira, conhecida como República da Espada durante seus primeiros dois governos. Marechal Câmara (Visconde de Pelotas), afirmou que cerca de 20% do Exército Imperial apoiou o golpe. Nos dias seguintes, vários batalhões do Exército, espalhados pelo país, lutaram contra as forças republicanas com a intenção de parar o golpe. Em Desterro, o 25º Batalhão de Infantaria atacou o Clube Republicano em 17 de novembro de 1889. Um mês depois, no dia 18 de dezembro, no Rio de Janeiro, o 2º Regimento de Artilharia tentou restaurar a monarquia. Em 1893, soldados monárquicos participaram da Revolução Federalista com a intenção de restaurar o Império. Os monarquistas que não morreram na batalha foram presos, deportados ou assassinados.